# Comuna Dascălu, Ilfov
Dascălu (în trecut, Dascălu-Creața sau Pitar-Moșu) este o comună în județul Ilfov, Muntenia, România, formată din satele Creața, Dascălu (reședința), Gagu și Runcu.

## Așezare
Comuna se află în nord-estul județului, pe malurile Mostiștei, apă ce izvorăște de pe teritoriul comunei. Este străbătută de șoseaua județeană DJ200, care o leagă spre nord de Grădiștea și spre sud de Ștefăneștii de Jos, Voluntari și București (zona Pipera). La Gagu, din această șosea se ramifică șoseaua județeană DJ402, care duce către est la Petrăchioaia și mai departe în județul Ialomița la Sinești (unde se termină în DN2).

## Demografie
Componența etnică a comunei Dascălu
     Români (89,08%)
     Alte etnii (0,2%)
     Necunoscută (10,72%)
Componența confesională a comunei Dascălu
     Ortodocși (87,25%)
     Alte religii (1,23%)
     Necunoscută (11,52%)
Conform recensământului efectuat în 2021, populația comunei Dascălu se ridică la 3.497 de locuitori, în creștere față de recensământul anterior din 2011, când fuseseră înregistrați 3.154 de locuitori. Majoritatea locuitorilor sunt români (89,08%), iar pentru 10,72% nu se cunoaște apartenența etnică. Din punct de vedere confesional, majoritatea locuitorilor sunt ortodocși (87,25%), iar pentru 11,52% nu se cunoaște apartenența confesională.

## Politică și administrație
Comuna Dascălu este administrată de un primar și un consiliu local compus din 13 consilieri. Primarul, Mugurel-Costin Manea[*], de la Partidul Social Democrat, este în funcție din 1 noiembrie 2024. Începând cu alegerile locale din 2024, consiliul local are următoarea componență pe partide politice:
|  | Partid                          | Consilieri | Componența Consiliului | Componența Consiliului | Componența Consiliului | Componența Consiliului | Componența Consiliului | Componența Consiliului | Componența Consiliului |
|  | ------------------------------- | ---------- | ---------------------- | ---------------------- | ---------------------- | ---------------------- | ---------------------- | ---------------------- | ---------------------- |
|  | Partidul Social Democrat        | 7          |                        |                        |                        |                        |                        |                        |                        |
|  | Partidul Național Liberal       | 4          |                        |                        |                        |                        |                        |                        |                        |
|  | Alianța pentru Unirea Românilor | 1          |                        |                        |                        |                        |                        |                        |                        |
|  | Alianța Dreapta Unită           | 1          |                        |                        |                        |                        |                        |                        |                        |

## Istorie
La sfârșitul secolului al XIX-lea, comuna făcea parte din plasa Dâmbovița a județului Ilfov, purta numele de Dascălu-Creața și era formată din satele Creața, Dascălu, Runcu, Vărăștii de Jos și Vărăștii de Sus, totalizând 1487 de locuitori și 318 case. În comună funcționau o moară cu aburi, o mașină de treierat, două școli (câte una în satele Creața și Dascălu) și patru biserici ortodoxe (în Creața, Dascălu, Vărăștii de Sus și Vărăștii de Jos). Satul Gagu făcea parte din comuna vecină Creața-Leșile.
În 1925, satul Gagu trecuse deja la comuna Dascălu-Creața, care acum făcea parte din plasa Băneasa, având 2410 locuitori și fiind formată din satele Creața, Dascălu, Vărăștii de Jos, Vărăștii de Sus, Pârlita, Gagu, Merișeasca și Runcu. În timp, satele Vărăștii de Jos și Vărăștii de Sus s-au contopit, formând satul Vărăști. În 1950, comuna a devenit parte din raionul Căciulați și apoi (după 1960) din raionul Urziceni al regiunii București. În 1968, a devenit parte a județului Ilfov, cu această ocazie primind numele de Dascălu și fiind desființate satele Vărăști (inclus în satul Dascălu) și Merișeasca (inclus în satul Gagu). În 1981, în urma unei reorganizări administrative a zonei, comuna a fost inclusă în Sectorul Agricol Ilfov, care în 1998 a devenit județul Ilfov.

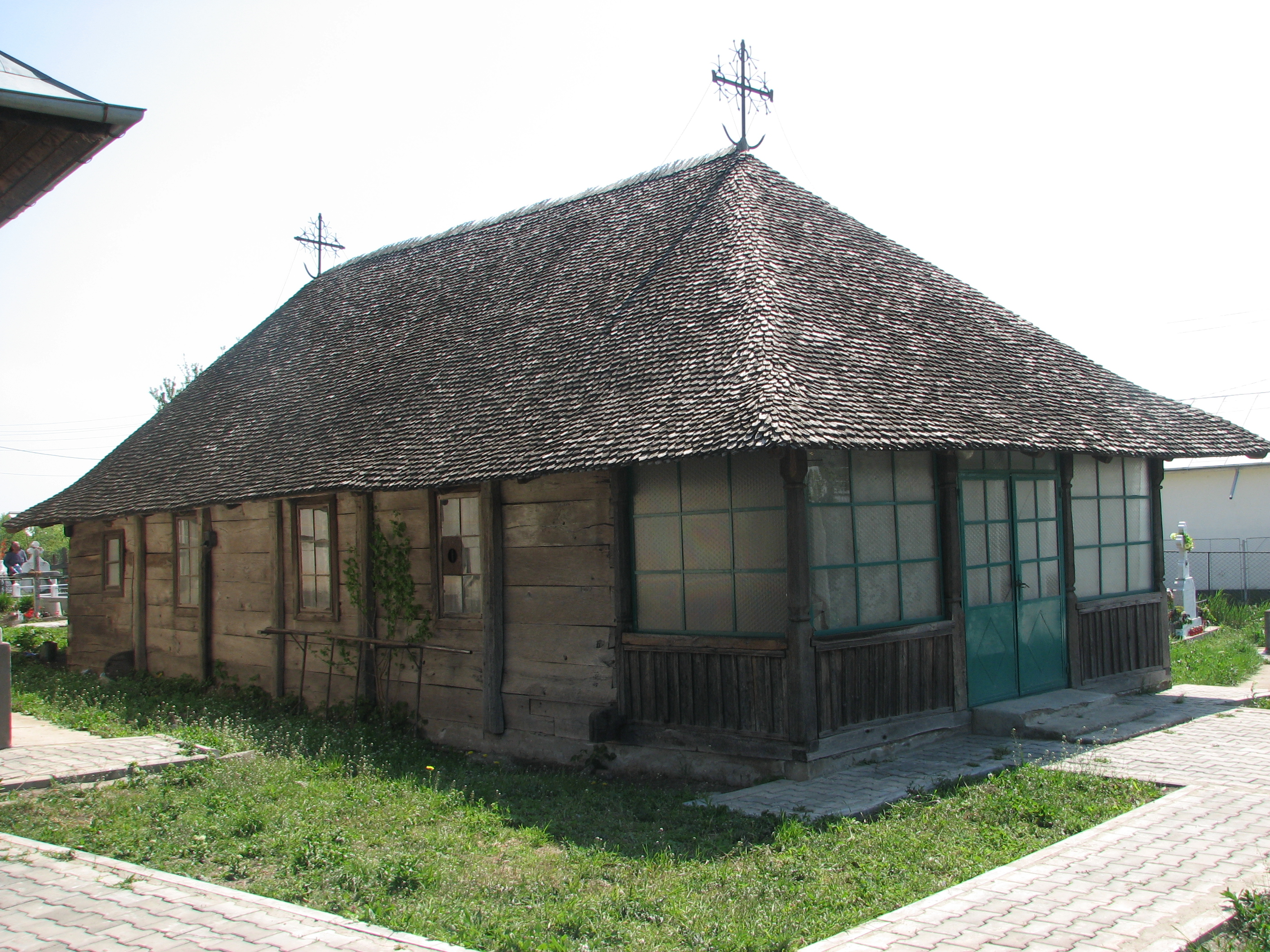
Biserica „Sfântul Dumitru” din Gagu

## Monumente istorice
Patru obiective din comuna Dascălu sunt incluse în lista monumentelor istorice din județul Ilfov ca monumente de interes local. Unul este un sit arheologic, aflat la vest de satul Dascălu, pe malurile unui afluent al Mostiștei și cuprinde o așezare din Epoca Bronzului și una din Evul Mediu timpuriu (secolele al IX-lea–al XI-lea). Alte două monumente sunt clasificate ca monumente de arhitectură — biserica „Adormirea Maicii Domnului” din fostul sat Vărăști (astăzi parte a satului Dascălu), datând din 1817; și biserica de lemn „Sfântul Dumitru” din satul Gagu (datând din 1800–1801). Monumentul eroilor din Primul Război Mondial din satul Dascălu este al patrulea monument, clasificat ca monument de for public.

## Personalități născute aici
- Ion Ionescu-Bizeț (1870 - 1946), inginer, matematician, membru corespondent al Academiei Române;
- Gheorghe Ghipu (n. 1954), atlet.